# KAMEN RIDER memory of heroez
『KAMEN RIDER memory of heroez』（カメンライダー メモリーオブヒーローズ）は、2020年10月29日にバンダイナムコエンターテインメントより発売されたゲームソフト。

## 概要
『仮面ライダーゼロワン』『仮面ライダーW』『仮面ライダーオーズ/OOO』の3作品をメインとしたアクションゲーム。
「セクターシティ」と呼ばれる謎の島を舞台に、Wとオーズからゼロワンが「正義の系譜」を継承するクロスオーバーストーリーが展開される。
ストーリーはフルボイスで展開される。『W』と『オーズ』の登場キャラクターにはゲームオリジナルの声優がキャスティングで統一されている。これはストーリーを大きなポイントとして設定している本作品において、シリーズ内のキャラクターでテレビ版のキャストとゲームオリジナルキャストが混在してはプレイヤーに違和感を与えるのではという可能性を考えてのこと。
「Premium Sound Edition」と呼ばれる限定版も同時発売。パッケージ版は2020年11月30日までの限定発売だが、ダウンロード版は期限はない。ゲーム内BGMとして主題歌や挿入歌など全60曲が追加されるほか、キービジュアルやイメージアートなどが閲覧できる「デジタルアートコレクション」が付属する。

## システム
攻撃をつないでいく「チェインアクション」と、ライダーをサポートする「ガジェットアクション」の2つがメインのシステムとなる。
チェインアクション
攻撃をつないでいくことで高ランクのポイントが得られる。フォームチェンジと同時に次の攻撃を行う「フォームチェインシステム」により、戦況に合わせた最適なフォームチェンジが可能となっている。

## ストーリー
「アイダ博士を探して」というメールが届き、仮面ライダーW / 左翔太郎はセクターシティを訪れる。

## 登場キャラクター

### プレイアブルキャラクター
仮面ライダーW（『仮面ライダーW』）
声 - 細谷佳正（左翔太郎）、内山昂輝（フィリップ）
- 登場形態：サイクロンジョーカー、サイクロンメタル、サイクロントリガー、ヒートメタル、ヒートジョーカー、ヒートトリガー、ルナトリガー、ルナジョーカー、ルナメタル、サイクロンジョーカーエクストリーム

左翔太郎とフィリップが変身する仮面ライダー。
仮面ライダーW ファングジョーカー（『仮面ライダーW』）
声 - 内山昂輝（フィリップ）、細谷佳正（左翔太郎）
フィリップがメインとなって変身する仮面ライダーWの派生形態で、ゲームクリア後に追加される。仮面ライダーWとは別キャラクター扱いとなる。
仮面ライダージョーカー（『仮面ライダーW』）
声 - 細谷佳正
左翔太郎がジョーカーメモリで単独変身した姿。ゲーム序盤はサイクロンメモリが失われているため、こちらの姿で活動する。Wとは別ライダー扱いとなる。
仮面ライダーオーズ（『仮面ライダーオーズ/OOO』）
声 - 鈴木達央
- 登場形態：タトバコンボ、ガタキリバコンボ、ラトラーターコンボ、サゴーゾコンボ、シャウタコンボ、ムカチリコンボ、タジャドルコンボ、プトティラコンボ、ブラカワニコンボ

火野映司が変身する仮面ライダー。
ムカチリコンボは設定上のみ存在するコンボで、ゲームで使用できるのは本作品が初となる。
仮面ライダーゼロワン（『仮面ライダーゼロワン』）
声 - 高橋文哉
- 登場形態：ライジングホッパー、フライングファルコン、シャイニングアサルトホッパー、メタルクラスタホッパー、ゼロツー

飛電或人が変身する、新しい時代=令和時代の仮面ライダー。
仮面ライダーアクセル（『仮面ライダーW』）
声 - 古川慎
- 登場形態：アクセル、アクセルブースター、アクセルトライアル

照井竜が変身する仮面ライダー。
仮面ライダーバース（『仮面ライダーオーズ/OOO』）
声 - 斉藤壮馬
- 登場形態：バース、バース・デイ

後藤慎太郎が変身する仮面ライダー。
仮面ライダーバース・プロトタイプ（『仮面ライダーオーズ/OOO』）
声 - 前野智昭
伊達明が変身する仮面ライダー。

### 敵キャラクター
- 『仮面ライダーW』
  - テラー・ドーパント（声 - 宝亀克寿[注 1]
  - タブー・ドーパント（声 - 佐藤聡美[注 1]
  - クレイドール・ドーパント（声 - M・A・O[注 1]
  - スミロドン・ドーパント（声 - 赤羽根健治）
  - ナスカ・ドーパント（声 - 石川英郎）
  - 仮面ライダーエターナル（声 - 中村悠一）
  - マグマ・ドーパント（声 - 菅沼久義）
  - バイオレンス・ドーパント（声 - 三上哲）
  - バイラス・ドーパント（声 - 佐藤聡美）
  - ビッグ・ティーレックス
  - ビッグ・トライセラトップス
  - ケツァルコアトルス・ドーパント
  - テラードラゴン
  - マスカレード・ドーパント（声 - 城岡祐介、三野雄大、田邊幸輔）
- 『仮面ライダーオーズ/OOO』
  - ウヴァ（声 - 橋詰知久）
  - カザリ（声 - 菅沼久義）
  - ガメル（声 - 赤羽根健治）
  - メズール（声 - 日笠陽子）
  - 恐竜グリード（声 - 三上哲）
  - アンク（ロスト）（声 - 田邊幸輔）
  - カマキリヤミー（声 - 石川英郎）
  - サメヤミー（声 - 橋詰知久）
  - リクガメヤミー（声 - 宝亀克寿）
  - クラゲヤミー
  - ピラニアヤミー
  - オトシブミヤミー
  - 屑ヤミー（声 - 城岡祐介、三野雄大、田邊幸輔）
- 『仮面ライダー平成ジェネレーションズ FINAL ビルド&エグゼイドwithレジェンドライダー』
  - Xガーディアン

### その他のキャラクター
アンク（『仮面ライダーオーズ/OOO』）
声 - 吉野裕行
鳴海亜樹子（『仮面ライダーW』）
声 - 小松未可子

### オリジナルキャラクター
アイ
声 - 田村ゆかり
ナビゲーターAI。
ムチリ
ムカチリコンボを構成する「有毒系コアメダル」から誕生したグリード。
ゼウス・ドーパント
声 - 子安武人
ゼウス博士が「ゼウスメモリ」で変身したドーパント。
アイダ博士
声 - 田村ゆかり
本作の重要人物。

## 用語
セクターシティ
本作の舞台となる実験都市。
コアエナジー
セクターシティで採掘されるエネルギー。
財団X
『仮面ライダーW』をはじめとする様々な作品に登場する組織。ガイアメモリやコアメダルの研究に資金援助していた。

## スタッフ
- オープニングムービー監督 - 坂本浩一
- クリーチャーデザイン - 寺田克也、出渕裕
- キャラクターデザイン協力 - 石森プロ
- 開発 - ナツメアタリ、ホーゲット、ソリッドチューン、シナリオテクノロジーミカガミ
- 音声収録 - 青二プロダクション、東映デジタルセンター、音響ハウス
- ロゴデザイン・キービジュアル - 水野プロダクション
- オープニングCGムービー - D・A・G
- 監修 - 東映
- 制作協力 - バンダイ（ブランドデザイン部、カード事業部、メディア部）
- 製作 - バンダイナムコエンターテインメント

## テーマソング
「Over again」
作詞 - 藤林聖子 / 編曲 - 鳴瀬シュウヘイ / 歌 - 上木彩矢 x TAKUYA

## サウンドエディション収録曲
『Premium Sound Edition』に収録されている楽曲。
- 仮面ライダーW
  - W-B-X 〜W-Boiled Extreme〜 / 歌 - 上木彩矢 w TAKUYA
  - Finger on the Trigger / 歌 - Florida Keys
  - Cyclone Effect / 歌 - Labor Day
  - Leave all Behind / 歌 - Wilma-Sidr
  - Extreme Dream / 歌 - Labor Day
  - Free your heat / 歌 - Galveston 19
  - 今までのダブルは
  - 俺たち二人で一人
  - 出撃リボルギャリー
  - 大追跡
  - 地球（ほし）の本棚
  - パニックワールド
  - 巨大化
  - 大乱戦
  - ハードボイルド
  - 夜霧の探偵
  - 華麗な一族
  - 出現
  - 浪速の心意気
  - ダブルメカ
  - 真実
  - おやっさん
  - 究極のメモリ
  - トライアル
  - 疾走のアクセル
  - 運命のジョーカー
- 仮面ライダーオーズ/OOO
  - Anything Goes! / 歌 - 大黒摩季
  - Sun goes up / 歌 - 火野映司（渡部秀）
  - Regret nothing 〜Tighten Up〜 / 歌 - 火野映司（渡部秀）
  - Time judged all / 歌 - 火野映司（渡部秀）×アンク（三浦涼介）
  - Got to keep it real / 歌 - 火野映司（渡部秀）
  - Shout out / 歌 - 火野映司（渡部秀）
  - Ride on Right time / 歌 - 火野映司（渡部秀）
  - POWER to TEARER / 歌 - 火野映司（渡部秀）×串田アキラ
  - Reverse/Re：birth / 歌 - 伊達明（岩永洋昭） & 後藤慎太郎（君嶋麻耶）
  - オーズ・ザ・ストーリー
  - パーフェクト・トラベラー
  - アライビング
  - 変身・オーズ
  - 対決・グリード
  - 女子学生・比奈
  - 解き放たれた・メダル
  - 疾走・ライドベンダー
  - 欲望という・グリード
  - 欲望の巨大化
  - 大騒動
  - コアメダルの秘密
  - 出撃・精鋭部隊
  - スキャニング・チャージ
  - 兄と妹
  - 変身 バース
  - 破滅へのカウントダウン
  - 悲壮な比奈
- 仮面ライダーゼロワン
  - REAL×EYEZ / 歌 - J×Takanori Nishikawa
  - Another Daybreak / 歌 - J×Takanori Nishikawa